# Visitação (Rubens)
A Visitação é uma pintura a óleo sobre madeira do mestre flamengo Peter Paul Rubens realizada cerca de 1611-12 e que constitui o painel esquerdo do tríptico A Descida da Cruz que se encontra na Catedral de Nossa Senhora (Antuérpia).
A obra reconta o episódio bíblico da visita de Maria, grávida de Jesus, à sua prima Isabel, que era muito mais velha e que estava igualmente perto de dar à luz João Baptista.

## Descrição
A pintura apresenta o reencontro das duas primas, a Virgem Maria e santa Isabel, acompanhadas pelos seus esposos. As duas mulheres reencontram-se na frente da casa de Isabel. A Virgem que vem da esquerda tem vestidas três peças de roupa sobrepostas, um vestido azul escuro, uma capa cor de rosa e uma sobrecapa vermelha. Usa chapéu em vez de véu o que faz supor que fez a viagem em dia soalheiro. Stª. Isabel usa um vestido azul escuro e um véu transparente a cobrir parte da cabeça, e com a mão direita parece apontar para o ventre de Maria. Atrás das duas figuras femininas estão os dois esposos, São José de perfil e Zacarias quase de frente.
Atrás de Maria está uma ajudante com semblante risonho virada para o espectador (ou para alguém da casa não visível) que carrega à cabeça um cesto possivelmente com a merenda da viagem e/ou oferendas para os visitados. Por baixo do arco formado pelas escadas que dão acesso à casa vê-se um homem a afastar-se possivelmente para tarefas no campo. Junto das duas mulheres está um pequeno cão virado para Maria pelo que deve ser da casa. Por baixo do arco está um galo, uma galinha e um pavão.

## História da obra
O Tríptico foi encomendado em 1611 pela Confraria dos Arcabuseiros para decorar a capela da Catedral de Antuérpia de que eram patronos. Ainda que jovem, Rubens foi escolhido graças à sua crescente reputação após ter regressado de uma longa estada em Itália aureolada de sucessso. Este Tríptico, que está actualmente no seu lugar original, é constituido ao centro pela Descida da Cruz, e é ladeado pela Visitação e pela Apresentação ao Templo. Trata-se de uma das principais obras de Rubens, uma das que lhe permitiram afirmar a sua grandeza.

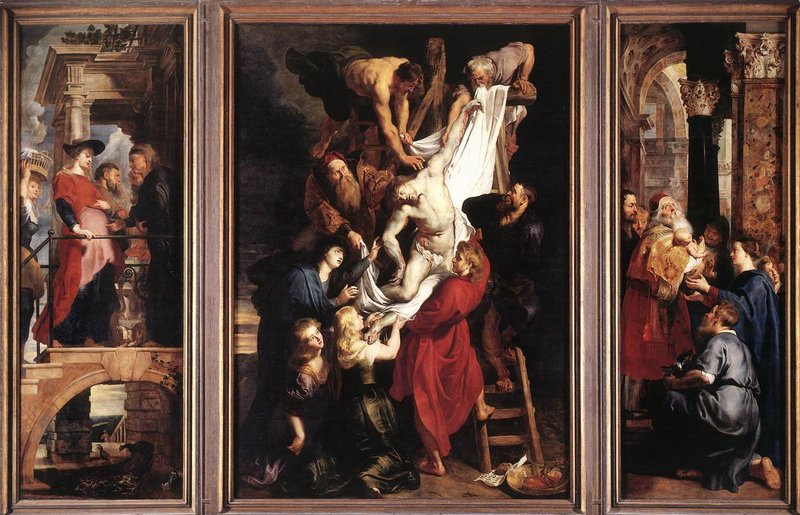
A Descida da Cruz, tríptico na Catedral de Nossa Senhora (Antuérpia)

Embora pintado alguns anos depois de A Elevação da Cruz, Rubens, em certa medida, fez uso de outro estilo para a Descida da Cruz (1611-1614). A sensação de claridade e serenidade são maiores agora. A luz brilha mais suavemente. As posições e os movimentos das figuras são mais controlados. No geral, a pintura no seu conjunto parece mais clássica. Não obstante, por causa da sua grandeza estilística, caráter monumental (painel central: 421 x 311 cm, painéis laterais: 421 x 153 cm), composição diagonal e o sentido dramático e decorativo, este tríptico é um modelo de arte barroca.
O Tríptico manteve-se na Catedral de Antuérpia até que Napoleão I o levou, bem como a A Elevação da Cruz, para Paris, mas estes dois trípticos foram devolvidos a Antuérpia em 1815.

## Esquisso

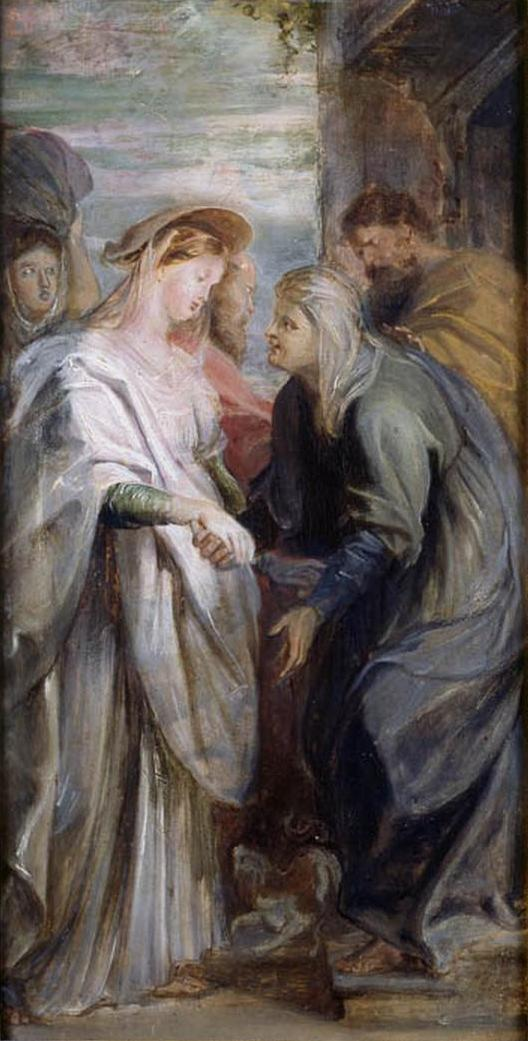
A Visitação (1611-12, esquisso para o painel esquerdo do tríptico A Descida da Cruz), Museu de Belas Artes de Estrasburgo

A Visitação, esquisso de 1611-1612, é uma pintura sobre madeira com 30 cm x 26 cm, e encontra-se no Museu de Belas Artes de Estrasburgo.
O gosto moderno é deliberadamente transposto para o esquisso: pela sua frescura, pela sua liberdade, mas também a garantia de termos pela frente uma obra inteiramente saída da mão do mestre. As duas mulheres encontram-se na casa de Isabel. A Virgem vinda da esquerda está vestida de branco e usa um pequeno chapéu sobre o véu. Stª. Isabel usa um vestido cinzento, um véu na cabeça e inclina-se para a Virgem pegando-lhe na mão. Ao seu lado está São José, de perfil com vestuário vermelho, e um pouco atrás uma criada que carrega uma carga na sua cabeça. Zacarias, no limiar da porta, colocou a mão no ombro de Isabel.
Notam-se algumas diferenças nas posições das figuras e mesmo nas cores utilizadas entre este Esquisso e o painel do Tríptico.